# Milton Correia Pereira
Dom Milton Correia Pereira (Cametá, 18 de novembro de 1919 — Manaus, 23 de maio de 1984) foi um bispo católico. Foi arcebispo de Manaus.
Dom Milton recebeu a ordenação presbiteral no dia 29 de junho de 1943 em Belém, pelas mãos de Dom Jaime Câmara. Neste mesmo dia foram ordenados presbíteros Adolfo Vieira Serra, Argemiro Pantoja Munhoz, Hélio Ferreira Alves, Ivo Calliari, Osmar Rosário Alves e João Batista Armando Bollentini.
Dom Milton foi nomeado bispo auxiliar da Arquidiocese de Belém do Pará pelo Papa João XXIII no dia 23 de agosto de 1962, sendo designado para a sé titular de Coronea. Sua ordenação episcopal foi no dia 30 de setembro de 1962, pelas mãos de Dom Alberto Gaudêncio Ramos, Dom Gregório Alonso Aparício, OAR e de Dom Cornélio Veerman, CM.
Dom Milton exerceu a função de bispo auxiliar de Belém no período de 1962 a 1967. No dia 4 de agosto de 1967, o Papa Paulo VI o nomeou bispo da Diocese de Garanhuns, no Pernambuco. No dia 25 de abril de 1973 foi designado para a função de arcebispo coadjutor de Manaus, com a sé titular de Equilium. Foi administrador apostólico da arquidiocese no período de 21 de abril de 1980 a 5 de março de 1981, quando foi designado pelo Papa João Paulo II para ser arcebispo metropolitano de Manaus. Dom Milton faleceu aos 64 anos.

## Ordenações episcopais
Dom Milton foi o principal celebrante da ordenação episcopal de Dom Evangelista Alcimar Caldas Magalhães, OFM Cap, e foi concelebrante da ordenação episcopal de Dom Luís Herbst, CSSp, e Dom Edgar Carício de Gouvêa.